# Trầu cổ
Trầu cổ hay còn gọi sung thằn lằn, thằn lằn, vảy ốc, sộp (danh pháp khoa học: Ficus pumila) là một loài thực vật có hoa trong họ Moraceae. Loài này được L. mô tả khoa học đầu tiên năm 1753.

## Hình ảnh

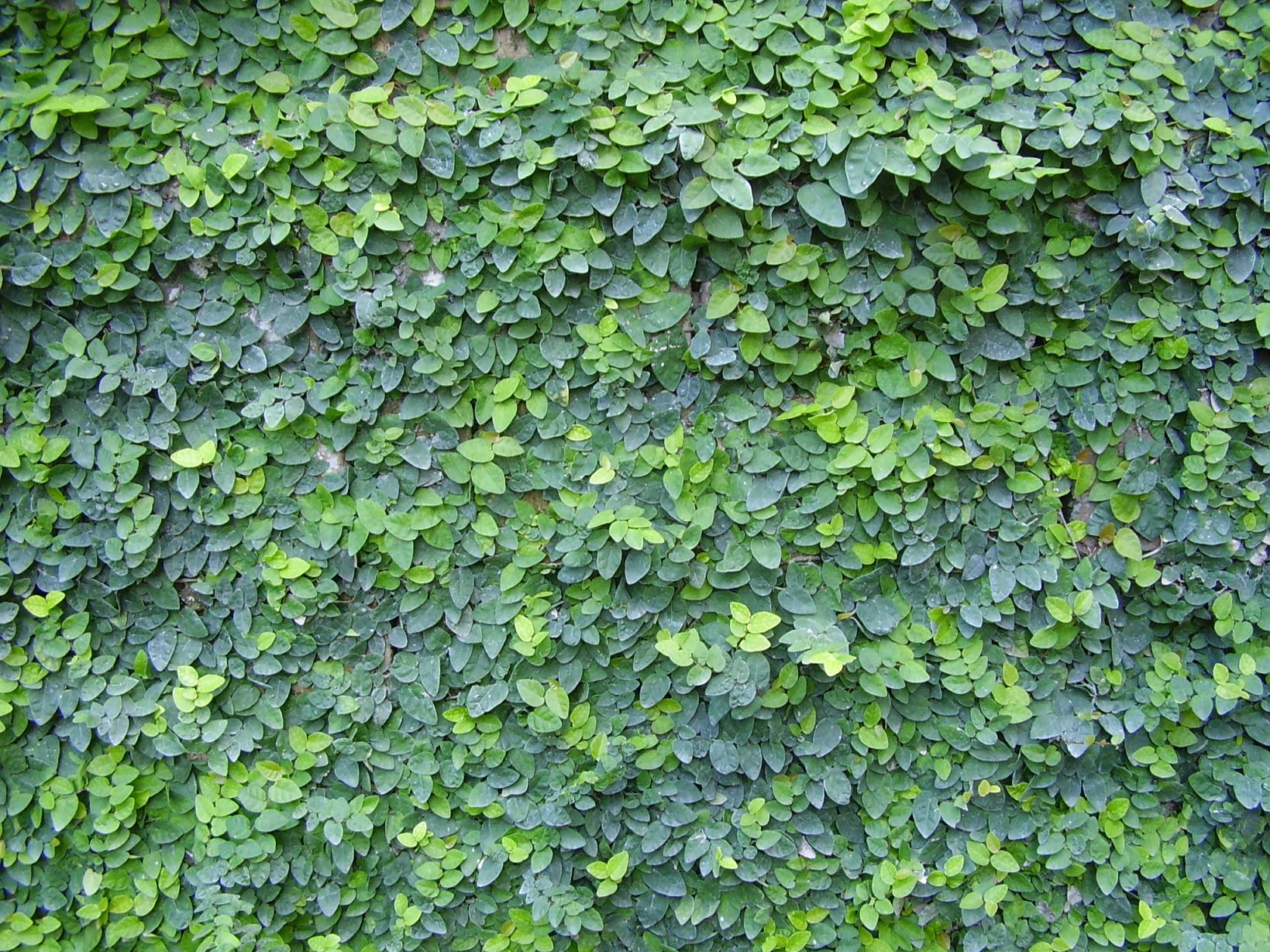
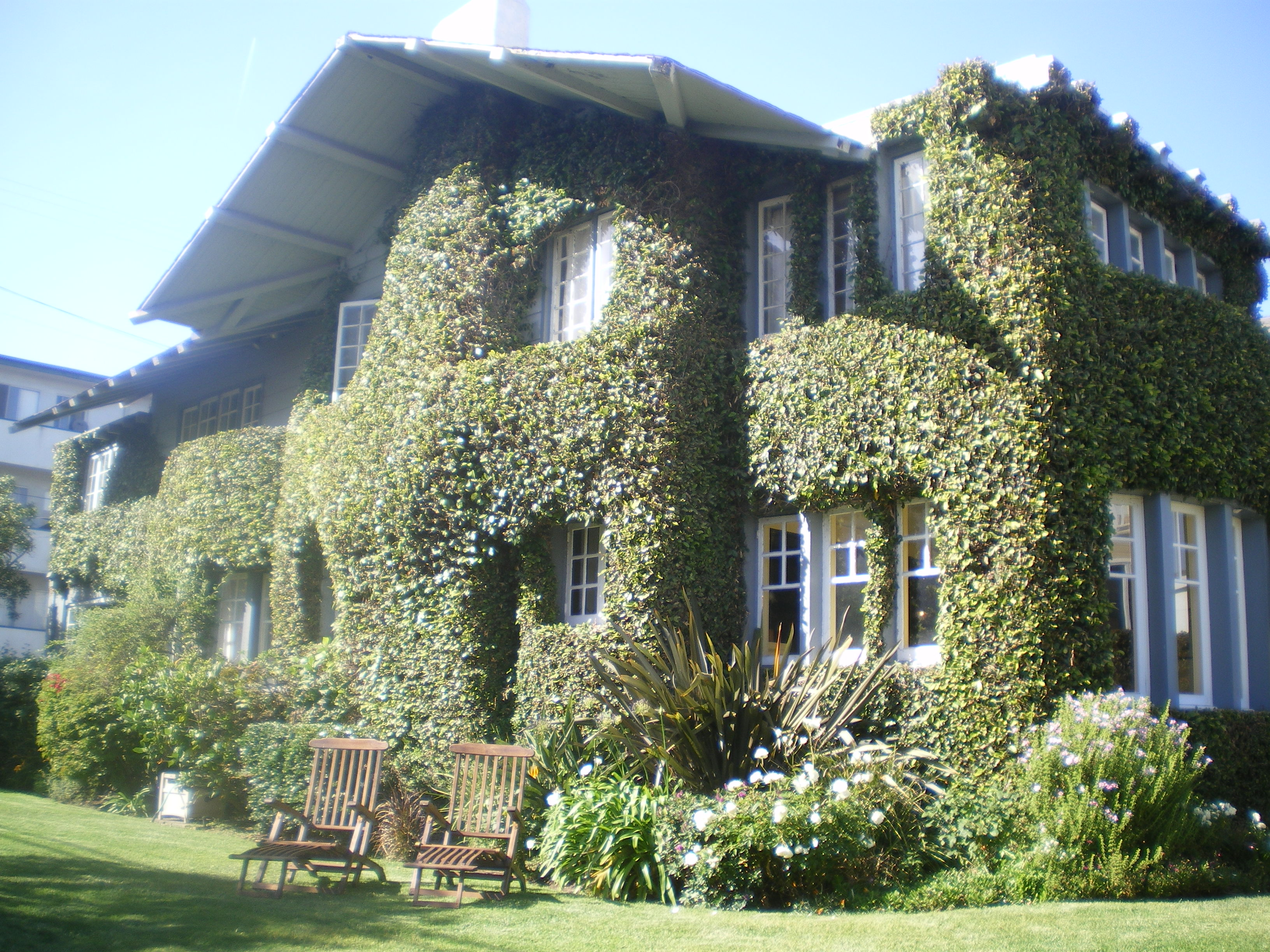
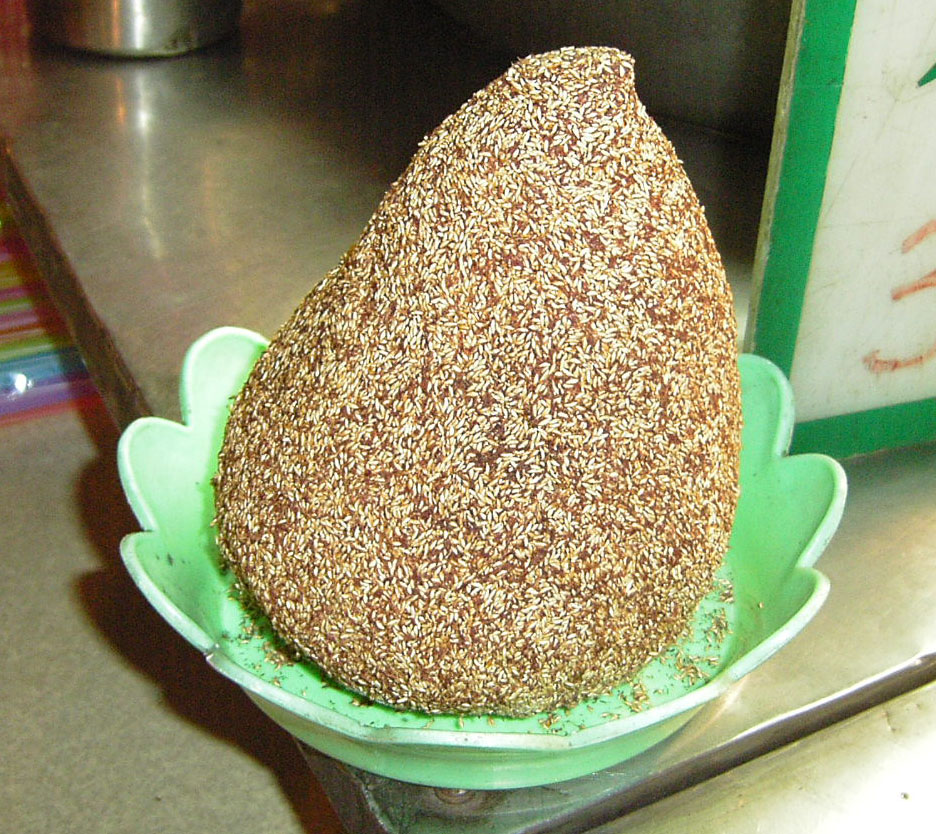
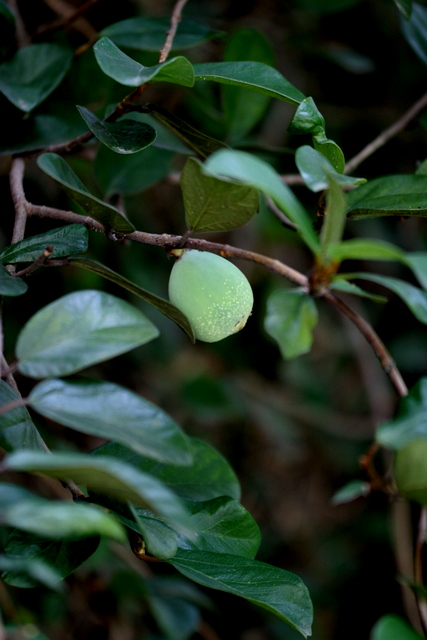
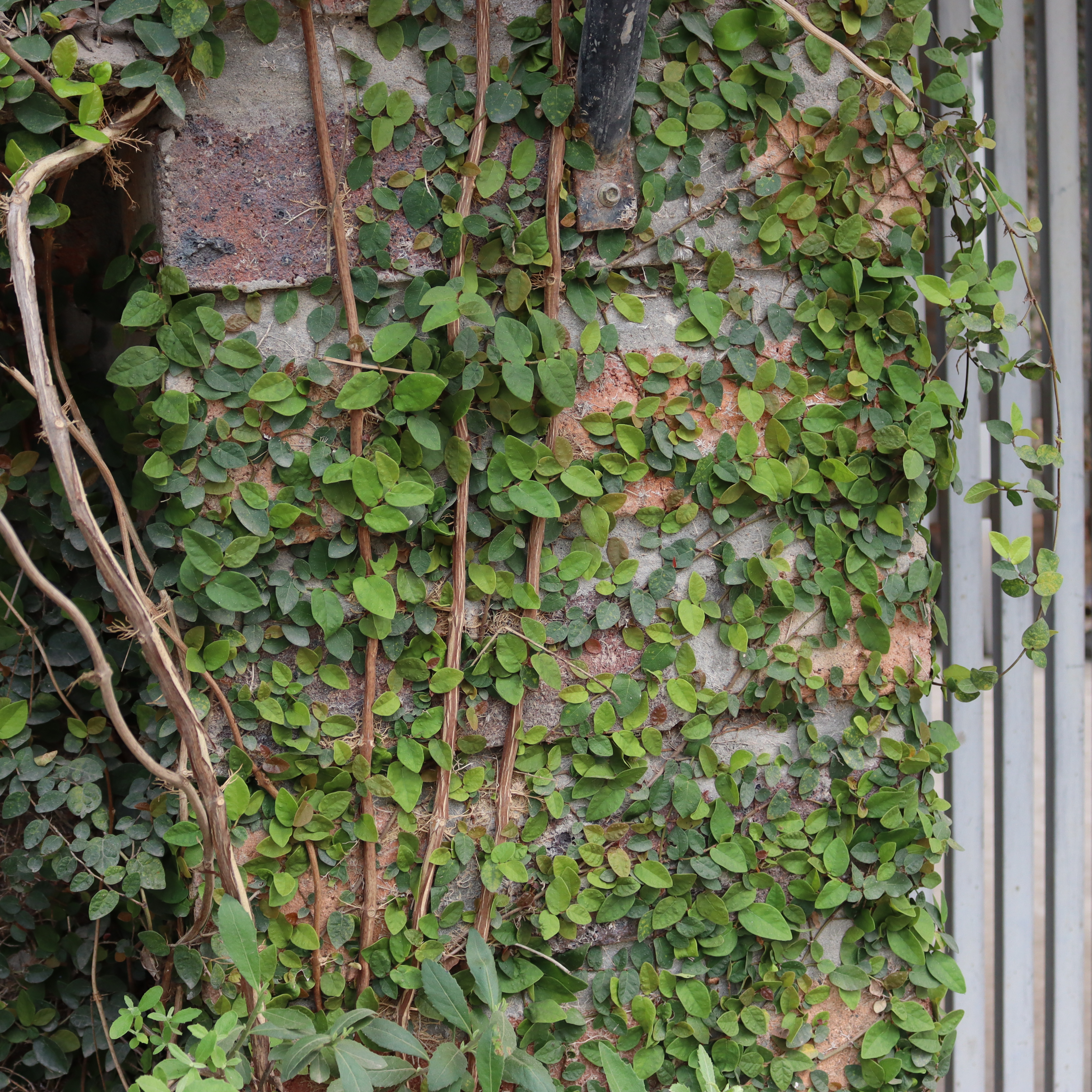
Một bức tường gạch bị phủ kín bởi thân và lá vẩy ốc